# Justicia densibracteata
Justicia densibracteata är en akantusväxtart som beskrevs av L.H. Durkee och L.A. Mcdade. Justicia densibracteata ingår i släktet Justicia och familjen akantusväxter. Inga underarter finns listade i Catalogue of Life.